# Долгин, Александр Борисович
Алекса́ндр Бори́сович Долги́н (род. 17 января 1961; Киев) — предприниматель, профессор, бывший управляющий рекомендательным сервисом Имхонет (закрылся, первоначально не позволив выгрузить данные пользователей, в 2017 году).

## Биография
В 1983 году закончил Московский государственный институт стали и сплавов по специальности «физика металлов». Кандидат технических наук. Автор более 300 научных и популярных статей. До 1992 года занимался научной деятельностью в области изучения свойств металлов, закончив научную карьеру в этой области в должности заведующего лабораторией одного из НИИ.
С 1992 по 2006 гг был занят бизнесом, связанным металлургией. Создал и руководил металлургическим холдингом «Союзнихром», в который входили Владимирский завод прецизионных сплавов, НПО «Магнетон» и трейдерский бизнес.
В 2001 году основал фонд научных исследований «Прагматика культуры».
С 2003 года — профессор НИУ ВШЭ.
В 2005 году стал первым инвестором онлайн-сервиса по торговле книгами Литрес, позднее продал свою долю в нём.
В 2007 году создал строительного девелопера — компанию Urban Group, работаю и рекомендательный интернет-сервис «Имхонет».
В 2012 году создал компанию «Лаборатория цифрового общества», предназначенную для проведения социологических и маркетинговых исследований в социальных сетях и интернете.
В 2018 году юридические лица Urban Group начали банкротиться. 9 июля 2018 года первое из них было признано банкротом Арбитражным судом Московской Области. В этом году процедуры банкротства были запущены и в отношении ряда других юридических лиц Urban Group, а Правительство РФ утвердило «дорожную карту» восстановления прав дольщиков. Банкротство было вызвано двумя факторами: 1. Неправомерным лишением компании права на продажу через ДДУ. 2. Санации банков-партнёров, кредитовавших проекты компании. Сам Долгин надолго уехал за границу, где и находился на конец 2018 года.
Процесс банкротства самого Долгина пытались инициировать начиная с 2019 года, в июне 2023 он был признан банкротом.

## Область научных интересов
- Институциональная экономика культуры
- Ухудшающий отбор в культуре
- Навигация потребителя в культуре
- Экономика творческих репутаций
- Вопросы ценообразования в индустриях культуры
- Теория благосостояния культуры
- Экономика копирайта и т. д[11].

## Проектная и издательская деятельность
- Автор идеи, организатор и руководитель мультикультурного рекомендательного сервиса Имхонет[12]
- Научный руководитель исследовательских программ фонда «Прагматика культуры» в области экономики культуры (в том числе проекты «Театрон» и «Синема» по апробации инновационных схем расчетов за культурные товары)[13]
- Учредитель Открытого конкурса исследовательских проектов в области экономики и социологии культуры[14]
- Учредитель издательской программы фонда «Прагматика культуры» (книжная серия, в которую вошли работы Бурдье, Жижека, Гройса, Лессига и т. д. — всего порядка 40 изданий, плюс аналитическое обозрение «Критическая масса»)[15]

## Публикации
А.Долгин — автор нескольких книг и более сотни научных и популярных статей.
Книга «Экономика символического обмена» дважды издавалась в России, в 2006 и 2007 гг. .
В 2008 г. английская версия «The Economics of Symbolic Exchange» вышла в Springer Science+Business Media. «Экономика символического обмена» стала первым изданием в России, вышедшем под лицензией Creative Commons Attribution.